# Hugh Mair
Hugh Mair (Lebensdaten unbekannt) war ein schottischer Fußballspieler. In seiner aktiven Karriere als Spieler gewann er in den 1890er Jahren mit dem FC Dumbarton zweimal die schottische Meisterschaft.

## Karriere
Hugh Mair spielte in seiner Fußballkarriere von 1887 bis 1897 für den FC Dumbarton. Am 1. September 1887 debütierte er für Dumbarton in der 1. Runde im schottischen Pokal gegen den FC Dunbritton. Mit dem Verein gewann er im Jahr 1891 und 1892 die schottische Meisterschaft.

## Erfolge
mit dem FC Dumbarton
- Schottischer Meister (2): 1891, 1892